# Peter Testa
Peter Testa es un arquitecto estadounidense.  Se asocia durante su época de estudiante en el MIT (Instituto Tecnológico de Massachusetts) con el arquitecto Devyn Weiser para crear el estudio Emergent Design Group (EDG) con sede en Los Ángeles. Escribe sobre Álvaro Siza Vieira con el que colabora en el Gabinete de Obras e Proiectos.
Inspirado por las ideas del físico holandés sobre la ligereza de las estructuras, Adriaan Beukers, diseñó el Carbon Skycraper (denominado rascacielos de carbono en inglés) diseñado en el año 2001. Edificio que, a pesar de no haber sido construido, ha proporcionado ideas alternativas acerca de como construir los futuros rascacielos del siglo XXI. Su estructura de resinas y fibra de carbono de aspecto torsionado inspira al empleo de formas y materiales innovadores. 